# Monobaatar
Monobaatar ('enkele held' uit het Oudgrieks μόνος (mónos), 'alleen, enkel' + Mongoolse baatar, 'held') is een geslacht van uitgestorven zoogdieren uit het Vroeg-Krijt van Mongolië. Het behoorde tot de ook uitgestorven orde Multituberculata en leefde tijdens het tijdperk van de dinosauriërs. Het behoorde meer bepaald tot de onderorde Plagiaulacida en is voorlopig toegewezen aan de familie Eobaataridae, hoewel het wellicht geen lid is.

## Naamgeving
Het geslacht Monobaatar (Kielan-Jaworowska, Dashzeveg & Trofimov, 1987) is bekend van de soort Monobaatar mimicus, waarvan zelf zeer weinig materiaal bekend is. De soortaanduiding betekent 'nabootsend'. 
Het holotype is PIN 3101/65, een linkerbovenkaaksbeen. Een tweede linkerbovenkaaksbeen is toegewezen alsmede twee tanden. Fossiele overblijfselen zijn afkomstig uit het Vroeg-Krijt van Mongolië.

## Verspreiding
De overblijfselen werden ontdekt in lagen van de Höövör-formatie, uit het Vroeg-Krijt (Aptien of Albien) uit de Gobi-woestijn van Mongolië.

## Soorten
De soort Monobaatar mimicus werd in 1987 benoemd door Kielan-Jaworowska, Dashzeveg & Trofimov en is de typesoort voor het monotype.